# Christian Martell
Pour les articles homonymes, voir Martell (homonymie).
Christian Martell, de son vrai nom Lucien Montet, né à Saint-Étienne le 14 mars 1914 et mort le 31 août 1945 à Ouston (en), au Royaume-Uni, est un militaire et résistant français.
Sergent-chef à l'école de perfectionnement de pilotage d'Étampes en 1937, il est affecté à l'École de l'air de Salon-de-Provence en 1939 lorsqu'éclate la guerre. Après une première tentative d'évasion en novembre 1940, il réussit à gagner Londres en mars 1942. Il accepte des missions pour le BCRA (Bureau central de renseignements et d'action des Forces françaises libres) et est parachuté en France en mai 1942 où il monte un réseau d'évasion. Puis il regagne l'Angleterre.
En janvier 1943, Christian Martell intègre le groupe de chasse Alsace (No. 341 Free French Squadron) sous le commandement de René Mouchotte, dont il commande l'escadrille « Strasbourg ». Il remporte sa première victoire aérienne le 25 mai 1943. En décembre 1943, il prend le commandement du groupe « Alsace ». Il finit la guerre avec six victoires homologuées dont une sur l'as allemand Hermann Graff
Le 31 août 1945, il se tue en avion à Ouston lors d'une mission d'inspection de ses patrouilles. Il est inhumé à Paris, au cimetière du Père-Lachaise (62e division).
En janvier 1947, son nom est donné par l'Armée de l'air française à l'école de chasse de Meknès (Maroc), transférée à Tours en 1961, qui deviendra par la suite le groupe d'aviation GE 314.

## Tableau de chasse
- Le 25 mai 1943, un avion allemand.
- Le 27 juillet 1943, deux Fw 190.
- Le 22 septembre 1943, un Bf 109 et un Fw 190.

## Décorations
- Officier de la Légion d'honneur
- Compagnon de la Libération
- Croix de guerre 1939–1945  (9 citations)
- Médaille de la Résistance française avec rosette
- Distinguished Flying Cross (Royaume-Uni)  (Royaume-Uni)
- Silver Star Medal  (États-Unis)
- Air Medal  (États-Unis)